# 北京工業大学
北京工業大学（ペキンこうぎょうだいがく、北京工业大学）は、中華人民共和国北京市朝陽区にある公立大学で、2万人以上の学生が在学している。この大学は、211工程と双一流の一つである。

## 歴史
北京工業大学は、1960年に5つの工学部を擁して設立された。最初の学生は、北京理工大学と北京師範大学からの編入生だった。

## ランキング
2025年、QS世界大学ランキングで北京工業大学は、アジアで230位と評価された。